# David Andahl
David Andahl   (Bismarck, 30 d'octubre de 1964 - 5 d'octubre de 2020) va ser un polític del partit Republicà dels Estats Units. Va ser candidat a la Cambra de Representants de Dakota del Nord en les eleccions presidencials dels Estats Units pel partit Republicà com a part de la campanya presidencial de Donald Trump de 2020. A l'octubre de 2020, va contreure COVID-19 i va morir a causa de les complicacions d'aquest virus a l'edat de 55.
Després de la seva mort, va guanyar l'estat de Dakota del Nord durant les eleccions dels Estats Units de novembre de 2020.